# Ліо (річка)
Лі́о (рос. Лио) — річка в Росії, права притока Юса. Протікає територією Кезького району Удмуртії.
Річка починається за 1,5 км на північний схід від присілка Медьма. Протікає на південний схід з невеликим відхиленням на схід в пригирловій ділянці. Береги заліснені. Впадає до Юса за 24 км від його гирла, на території присілка Старий Унтем. Приймає декілька дрібних приток.
Над річкою розташовані присілки Желонка та Старий Унтем.